# Pomník Johanna Andrease Bäumlera

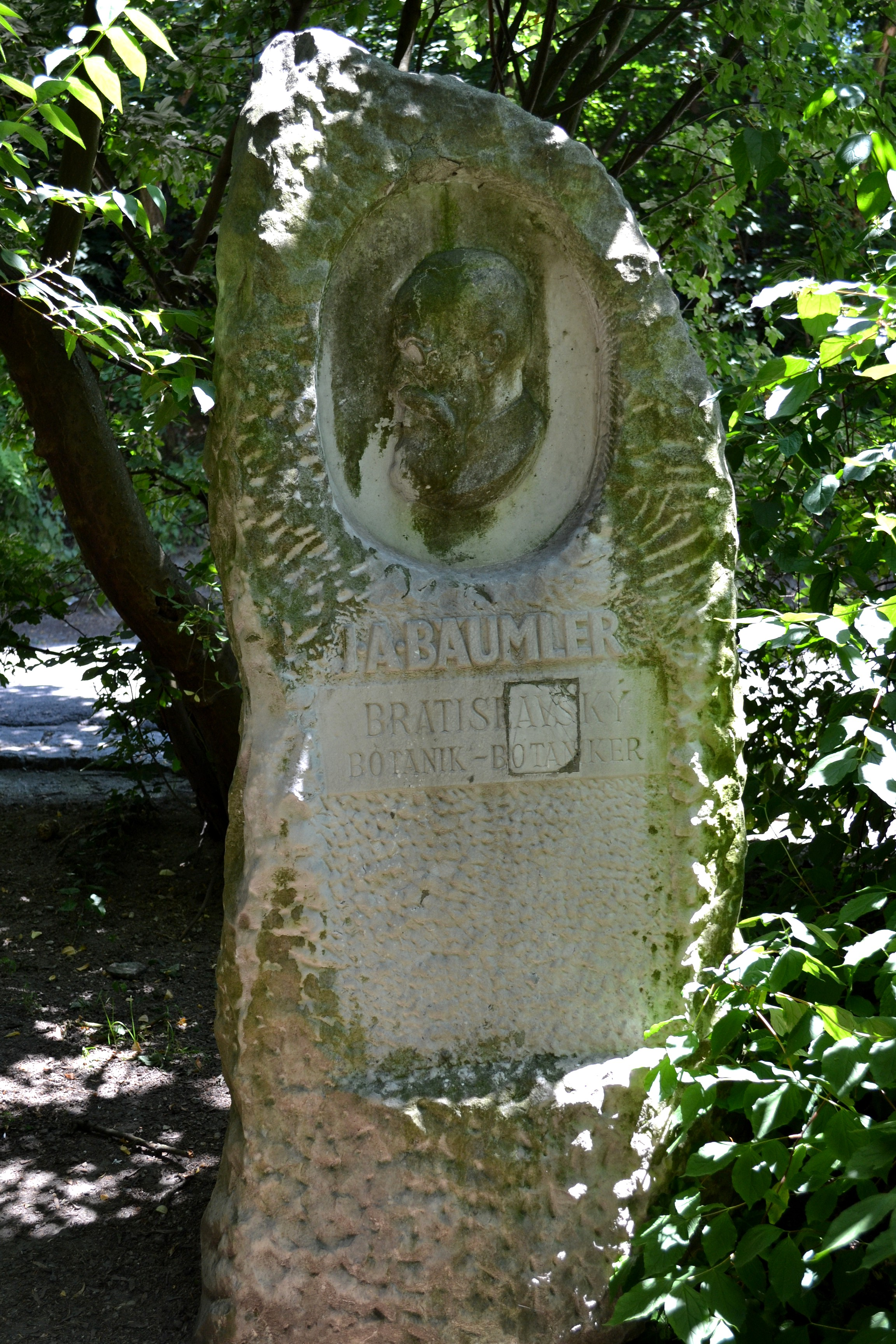
Pomník Johanna Andrease Bäumlera

Pomník Johanna Andrease Bäumlera  je národní kulturní památka Slovenské republiky nacházející se v bratislavské městské části Staré Mesto na ulici Nekrasovova v Horském parku. Za národní kulturní památku byl vyhlášen 23. října 1963.
Pomník, který pochází z roku 1926, je věnován slovenskému botanikovi a mykologovi Johannu Andreasovi Bäumlerovi (1847 - 1924), po kterém je pojmenováno jedenáct druhů rostlin.  Umístěn je v malém parčíku přímo před vstupem do areálu Horského parku. 